# جورج كيس
جورج كيس (بالإنجليزية: George Case)‏ هو لاعب كرة قاعدة أمريكي، ولد في 11 نوفمبر 1915 في ترنتون في الولايات المتحدة، وتوفي بنفس المكان في 23 يناير 1989 بسبب نفاخ رئوي.

## وصلات خارجية
- جورج كيس على موقعبيزبول رفرنس.كوم (الدوري الرئيسي) (الإنجليزية)
- جورج كيس على موقعبيزبول رفرنس.كوم (الدوري الثانوي) (الإنجليزية)